# Summer Days (And Summer Nights!!)
Summer Days (And Summer Nights!!) é o nono álbum de estúdio da banda de rock americana The Beach Boys e seu segundo em 1965. O sucessor de The Beach Boys Today!, certamente teve seus momentos progressistas, mas também foi quase que um retrocesso com sua tentativa de voltar a "fórmula" de sol, verão e diversão.
Summer Days (And Summer Nights!!) alcançou # 2 nos Estados Unidos durante 33 semanas e alcançou #4 no Reino Unido, no Verão de 1966.
No início dos anos 80, como parte da série de relançamentos dos álbuns dos Beach Boys pela Capitol Records, Summer Days (And Summer Nights!) foi renomeado California Girls e teve duas faixas removidas: "Amusement Parks, USA" e "I'm Bugged At My Ol' Man."
O álbum foi finalmente relançado em CD, combinado com The Beach Boys Today!, assim como faixas bônus desse período.

## História
Após a mudança de estilo no album The Beach Boys Today!, Brian Wilson foi questionado por Mike Love e pela Capitol Records, sobre quais eram suas intenções musicais. Ambos o incentivaram a fazer um disco mais "Beach Boys". Ficou claro que a banda era, neste momento, estereotipada como uma diversão, banda que canta sobre praias, meninas e bons momentos. Apesar de na superfície Summer Days (And Summer Nights!!) parecer ser um retrocesso para os ideais despreocupados de All Summer Long, de 1964, trazia composições e arranjos mais sofisticados. Brian Wilson compôs, por exemplo, um belo arranjo para instrumentos de corda ("Summer Means New Love") e até uma introdução sinfônica para seu novo single “California Girls”, que alcançou # 3 nos Estados Unidos (introdução que Brian diz ser a sua favorita em toda a sua carreira de compositor). Em retrospectiva, Brian foi no sentido de construir o que seria Pet Sounds no ano seguinte.
Este álbum expõe o choque de ideias dentro do grupo, mostrando a impossibilidade de se voltar atrás nas propostas musicais, soando mais satírico e amargo que seu antecessor, o que fez surgir canções pré-psicodélicas e bastante maduras com os "truques de estúdio" de Brian na produção. Segundo o redator Neal Fersko, o título do disco implica um lado mais escuro de verão, sugerindo uma sombra para a vida, todos os personagens americanos uma vez que o sol se põe.
Este álbum possui arranjos mais elaborados, assim como seu antecessor The Beach Boys Today!, e, como este, conta com boa variedade de instrumentos.
Summer Days (And Summer Nights!!) foi a primeira aparição de Bruce Johnston em um álbum do Beach Boys. Como substituto de Brian Wilson nos palcos, ainda não era um membro "oficial" da banda, mas Brian apreciando as habilidades de Johnston o convidou para o estúdio. Bruce costumava acompanhar o grupo em sessões de fotos, mas ele foi proibido de tê-las publicadas devido a um contrato preexistente com uma gravadora concorrente, a Columbia Records. Seu rosto não apareceria na capa de um disco dos Beach Boys até Friends, em 1968. Junto com Johnston, Al Jardine também não aparece na foto da capa de Summer Days - que tem o grupo em um veleiro -, pois teve que faltar a sessão por motivo de doença.
O álbum provou ser mais um sucesso de vendas nos Estados Unidos onde alcançou # 2 (atrás apenas de Out of Our Heads do The Rolling Stones) . No ano seguinte, Summer Days (And Summer Nights!) atingiu # 4 no Reino Unido.

## Faixas
Todas as canções de Brian Wilson / Mike Love, exceto onde indicado.
Lado A
1. "The Girl from New York City" – 1:54
  - Mike Love nos vocais
2. "Amusement Parks USA" – 2:29
  - Mike Love e Brian Wilson nos vocais
3. "Then I Kissed Her" (Phil Spector/E. Greenwich/J. Barry) – 2:15
  - Al Jardine nos vocais
4. "Salt Lake City" – 2:00
  - Mike Love e Brian Wilson nos vocais
5. "Girl Don't Tell Me" (Brian Wilson) – 2:19
  - Carl Wilson nos vocais
6. "Help Me, Rhonda" – 2:46
  - Al Jardine nos vocais

Lado B
1. "California Girls" – 2:38
  - Mike Love nos vocais
2. "Let Him Run Wild" – 2:20
  - Brian Wilson nos vocais
3. "You're So Good to Me" – 2:14
  - Brian Wilson nos vocais
4. "Summer Means New Love" (Brian Wilson) – 1:59
  - Instrumental
5. "I'm Bugged at My Ol' Man" (Brian Wilson) – 2:17
  - Brian Wilson nos vocais' (apresentado no disco como "muito envergonhado")
6. "And Your Dream Comes True" – 1:04
  - Vocais do grupo

## Compactos
- "Help Me, Rhonda" b/w "Kiss Me Baby" (de The Beach Boys Today! ) (Capitol 5395), 5 de abril de 1965 US #1; UK #27
- "California Girls" b/w "Let Him Run Wild (Capitol 5464), 12 de julho de 1965 US #3; UK #26